# Загедан
Загеда́н — посёлок сельского типа в Урупском районе Карачаево-Черкесской республики. Административный центр Загеданского сельского поселения.

## География
Посёлок Загедан расположен в южной части Урупского района, на правом берегу реки Большая Лаба, у впадения в него реки Загеданка. Находится в 72 км к юго-западу от районного центра — Преградная и в 175 км от города Черкесск.
Населённый пункт расположен в горной зоне республики. Средние высоты на территории посёлка составляют 1491 метр над уровнем моря.

## История
Загеданская долина была освоена человеком ещё в глубокой древности, благодаря торговым путям, проходившим через эти места и далее через перевалы.
Современное поселение было основано в 1930 году при строительстве механического лесопункта, занимавшегося рубкой ели и пихты, произраставшей в данной местности в изобилии.
Указом Президиума Верховного Совета РСФСР от 09 января 1957 года № 721/3 территория Псебайского и Лабинского районов Краснодарского края были включены в состав Карачаево-Черкесской автономной области. В результате посёлок Загедан был избран центром Загеданского сельсовета, в состав которого также были включены посёлки — Верхняя Тихая, Закан, Круглик, Малый Загедан (Свинячий) и Пхия.

## Население
| 2002 | 2010 | 2021 |
| ---- | ---- | ---- |
| 77   | ↘66  | ↗114 |

## Улицы
В посёлке всего одна улица — Мира